# ملكة الحب (فلم)
ملكة الحب هو فيلم لبناني، من تأليف وإخراج روميو لحود ، ومن بطولة كل من عادل أدهم وحسين فهمي و أديب قدورة و شاهيناز طه و ناهد يسري و باتريك برنار .

## ملخص القصة
علماء من القرن العشرين يعودون إلى قارة أطلانطس عند اقتراب فنائها وكان علمائها يحاولون إنقاذ ملكتهم التي تحب أحد علماء القرن العشرين فتعود معه لأرضه أثناء انفجار واختفاء القارة.

## طاقم العمل
- عادل أدهم
- حسين فهمي
- أديب قدورة
- شاهيناز طه
- ناهد يسري
- باتريك برنار[2]

### إخراج
- روميو لحود (مخرج )

### تأليف
- روميو لحود (مؤلف)